# ایپی‌سور
ایپی‌سور (نام علمی: Aepisaurus) (به معنی سوسمار والا)، یک دایناسور سوسمارپای گیاه‌خوار مربوط به دوره کرتاسه پیشین می‌باشد. این جانور ۱۰۰ میلیون سال پیش می‌زیسته که بیش از ۱۵ تا ۱۷ متر طول و ۱۰۰۰۰ کیلوگرم وزن داشت‌است. سنگوارهٔ ایپی‌سور در فرانسه کشف شده‌است و در سال ۱۹۵۲ به وسیله پائول جرویس نام‌گذاری شد. گونه خاص این جنس ایپی‌سور الفانتینوس نام دارد.